# Dolichoderus setosus
Dolichoderus setosus är en myrart som först beskrevs av Kempf 1959.  Dolichoderus setosus ingår i släktet Dolichoderus och familjen myror. Inga underarter finns listade i Catalogue of Life.